# Francesco Maria Macchiavelli
Francesco Maria Macchiavelli (ur. w 1608 albo 1610 we Florencji, zm. 22 listopada 1653 w Ferrarze) – włoski kardynał.

## Życiorys
Urodził się w 1608 albo 1610 roku we Florencji, jako syn Filippa Macchiavellego i Marii Magalotti. W młodości został kanonikiem bazyliki watykańskiej i audytorem Roty Rzymskiej. 11 października 1638 roku został wybrany biskupem Ferrary, a 2 lutego 1639 roku przyjął sakrę. Diecezją w jego imieniu zarządzał Filippo Magalotti. Rok później Macciavelli został łacińskim patriarchą Konstantynopola. 16 grudnia 1641 roku został kreowany kardynałem prezbiterem i otrzymał kościół tytularny Santi Giovanni e Paolo. Zmarł 22 listopada 1653 roku w Ferrarze.